# Карнобат
Карнобат (болг. Карнобат) — город в Бургасской области Болгарии. Административный центр общины Карнобат. Находится примерно в 43 км к северо-западу от центра города Бургас. По данным переписи населения 2011 года, в городе  проживал 18621 человек.

## Население
| Год     | 1934 | 1946  | 1956  | 1965  | 1975  | 1985  | 1992  | 2001  | 2011  |
| ------- | ---- | ----- | ----- | ----- | ----- | ----- | ----- | ----- | ----- |
| Жителей | 9417 | 10265 | 14516 | 18708 | 21406 | 22522 | 21917 | 20587 | 18621 |

| Национальность  | Человек | Процент |
| --------------- | ------- | ------- |
| болгары         | 14635   | 88,22%  |
| турки           | 1064    | 6,41%   |
| цыгане          | 638     | 3,85%   |
| другие          | 165     | 0,99%   |
| не определились | 87      | 0,52%   |
| Всего ответов   | 16589   |         |

|  |

## Достопримечательности
- Средневековая крепость Маркели
- Церковь Иоанна Богослова 1880 года постройки
- Часовая башня 19 века

- Памятник болгаро-русской дружбе

## Известные уроженцы
- Обрешков, Бенчо (1899—1970) — болгарский  живописец, художник кино.
- Полянов, Димитр (1876—1953) — болгарский поэт.